# Lagery

Lagery este o comună în departamentul Marne, Franța. În 2009 avea o populație de 192 de locuitori.